# Väla by
Väla by är en bebyggelse i Helsingborgs kommun, som före 2015 av SCB räknades som en småort för att därefter klassas som en del av tätorten Helsingborg. Bebyggelsen består av ett 40-tal småhus och ett mindre antal verksamheter. Verksamheterna är till största delen inriktade på trädgårdsnäring. Genom byn går rester av den gamla gatstensbelagda Riksväg 1.
Namnet härstammar från den äldre bondbyn Väla inom Kropps socken, som var belägen strax väst om den nuvarande orten. Wähla by finns utmärkt på kartor i Lantmäteristyrelsens arkiv från 1746. Bondbyn bestod då av 8 gårdar. Inom samma område har en bytomt på cirka 510×90 meter hittats vid Arkeologiska undersökningar och schaktsgrävning 1989. En bostadslänga som daterats till 1300-talet har undersöks och dess rökstuga var byggd i korsvirke.
Den ursprungliga bondbyn är på grund av Helsingborgs expansion åt nordost i kombination med motorvägsbyggen nu helt utraderad. Av den gamla bebyggelsen återstår endast ett antal gårdar, Väla gård, belägen mellan Ängelholmsleden och Kanongatan samt tre av de åtta boställena väster om byn. Ortnamnet "Väla" härleds från vædhil, som betecknar ett vadställe. 
I samband med laga skifte 1902–1905 bildades strukturen för den nuvarande Väla by.